# Boccia aux Jeux paralympiques d'été de 2012
Navigation
Pékin 2008 Rio de Janeiro 2016
Les rencontres de boccia aux Jeux paralympiques d'été de 2012 ont eu lieu du 2 septembre 2012 au 8 septembre 2012 au Centre ExCeLde Londres. 104 athlètes (80 hommes, 24 femmes) étaient en compétition dans sept épreuves, quatre épreuves individuelles, deux épreuves par paires, et une épreuve par équipe.  
Il s'agit de la huitième édition du boccia aux Jeux paralympiques.

## Classification
Les athlètes atteints de handicap moteur grave sont classés en quatre catégories ,:
- BC1 : athlètes paralysés cérébraux qui peuvent être aidés d’un assistant qui ajuste le fauteuil roulant ou fait passer une boule au joueur.
- BC2 : athlètes paralysés cérébraux qui ne peuvent pas être assistés.
- BC3 : athlètes ayant d’importantes difficultés motrices qui peuvent être aidés d’un assistant ou d'un appareil pour lancer la balle.
- BC4 : athlètes ayant des difficultés motrices autres que la paralysie cérébrale mais qui ont les mêmes difficultés qu'un BC1 ou BC2 et ne peuvent pas être assistés.

## Résultats
| Épreuves         | Or                                                                                   | Argent                                           | Bronze                                                            |
| ---------------- | ------------------------------------------------------------------------------------ | ------------------------------------------------ | ----------------------------------------------------------------- |
| Individuel BC1   | Pattaya Tadtong (THA)                                                                | David Smith (GBR)                                | Roger Aandalen (NOR)                                              |
| Individuel BC2   | Maciel Santos (BRA)                                                                  | Yan Zhiqiang (CHN)                               | Jeong So-yeong (KOR)                                              |
| Individuel BC3   | Choi Ye-jin (KOR)                                                                    | Jeong Ho-won (KOR)                               | José Macedo (POR)                                                 |
| Individuel BC4   | Dirceu Pinto (BRA)                                                                   | Zheng Yuansen (CHN)                              | Eliseu dos Santos (BRA)                                           |
| Paires BC3       | Grèce Maria-Eleni Kordali Nikolaos Pananos Grigorios Polychronidis                   | Portugal Armando Costa José Macedo Luis Silva    | Belgique Pieter Cilissen Kirsten de Laender Pieter Verlinden      |
| Paires BC4       | Brésil Dirceu Pinto Eliseu dos Santos                                                | Tchéquie Radek Procházka Leoš Lacina             | Canada Marco Dispaltro Josh Vander Vies                           |
| Par équipe BC1–2 | Thaïlande Witsanu Huadpradit Mongkol Jitsa-Ngiem Pattaya Tadtong Watcharaphon Vongsa | Chine Yan Zhiqiang Yuan Weibo Zhang Qi Zhong Kai | Grande-Bretagne Dan Bentley Nigel Murray Zoe Robinson David Smith |

## Tableau des médailles
| Rang  | Nation          | Or | Argent | Bronze | Total |
| ----- | --------------- | -- | ------ | ------ | ----- |
| 1     | Brésil          | 3  | 0      | 1      | 4     |
| 2     | Thaïlande       | 2  | 0      | 0      | 2     |
| 3     | Corée du Sud    | 1  | 1      | 1      | 3     |
| 4     | Grèce           | 1  | 0      | 0      | 1     |
| 5     | Chine           | 0  | 3      | 0      | 3     |
| 6     | Grande-Bretagne | 0  | 1      | 1      | 2     |
| 6     | Portugal        | 0  | 1      | 1      | 2     |
| 8     | Tchéquie        | 0  | 1      | 0      | 1     |
| 8     | Belgique        | 0  | 0      | 1      | 1     |
| 10    | Canada          | 0  | 0      | 1      | 1     |
| 10    | Norvège         | 0  | 0      | 1      | 1     |
| Total | Total           | 7  | 7      | 7      | 21    |